# Chica de blanco
Chica de blanco, también conocida como Chica de pie sobre un fondo de trigo y Mujer en un campo de trigo, fue pintada por Vincent van Gogh en 1890 en Auvers-sur-Oise, Francia, durante los últimos meses de su vida. La Chica de blanco forma parte de la Colección Chester Dale en la Galería Nacional de Arte, Washington D. C. desde 1963.

## Auvers-sur-Oise
En mayo de 1890, Van Gogh viajó de Saint-Rémy-de-Provence a París, donde pasó tres días con su hermano, Theo, la esposa de Theo, Johanna, y su bebé de pocos meses, Vincent. Van Gogh descubrió que, a diferencia de sus experiencias pasadas en París, ya no estaba acostumbrado al bullicio de la ciudad y estaba demasiado agitado para pintar. Su hermano y el artista Camille Pissarro desarrollaron un plan para que Van Gogh fuera a Auvers-sur-Oise con una carta de presentación para el Dr. Paul Gachet, un médico homeópata y mecenas del arte que vivía allí.  Van Gogh alquiló una habitación en la posada Ravoux y estaba bajo el cuidado y supervisión del Dr. Gachet con quien llegó a tener una relación cercana, "algo así como otro hermano". Gachet y su hija fueron los protagonistas de algunas de las pinturas de Van Gogh.
Durante un tiempo, pareció mejorar. Comenzó a pintar a un ritmo tan constante que apenas había espacio en su habitación para todos los cuadros terminados. Desde mayo hasta su muerte el 29 de julio, Van Gogh realizó alrededor de 70 pinturas, más de una por día, y muchos dibujos. Pintó edificios alrededor de la ciudad, como La iglesia de Auvers-sur-Oise, retratos y los campos cercanos.
"Pero a pesar de toda su apariencia de renovado bienestar", observa Wallace, "su vida estaba muy cerca de su fin". La enfermedad afectó al bebé de Theo, Vincent, y el mismo Theo tenía problemas de salud y empleo; consideró dejar su empleador y comenzar su propio negocio. Gachet, del que se decía que tenía sus propias excentricidades y neurosis, causó a Van Gogh suficiente preocupación como para preguntarse: "Ahora bien, cuando un ciego guía a otro ciego, ¿no terminan ambos en la zanja?". 
Después de visitar París para una reunión familiar, Van Gogh regresó a Auvers más sombrío. En una carta escribió: "Y la perspectiva se vuelve más oscura, no veo futuro alguno".

## La pintura

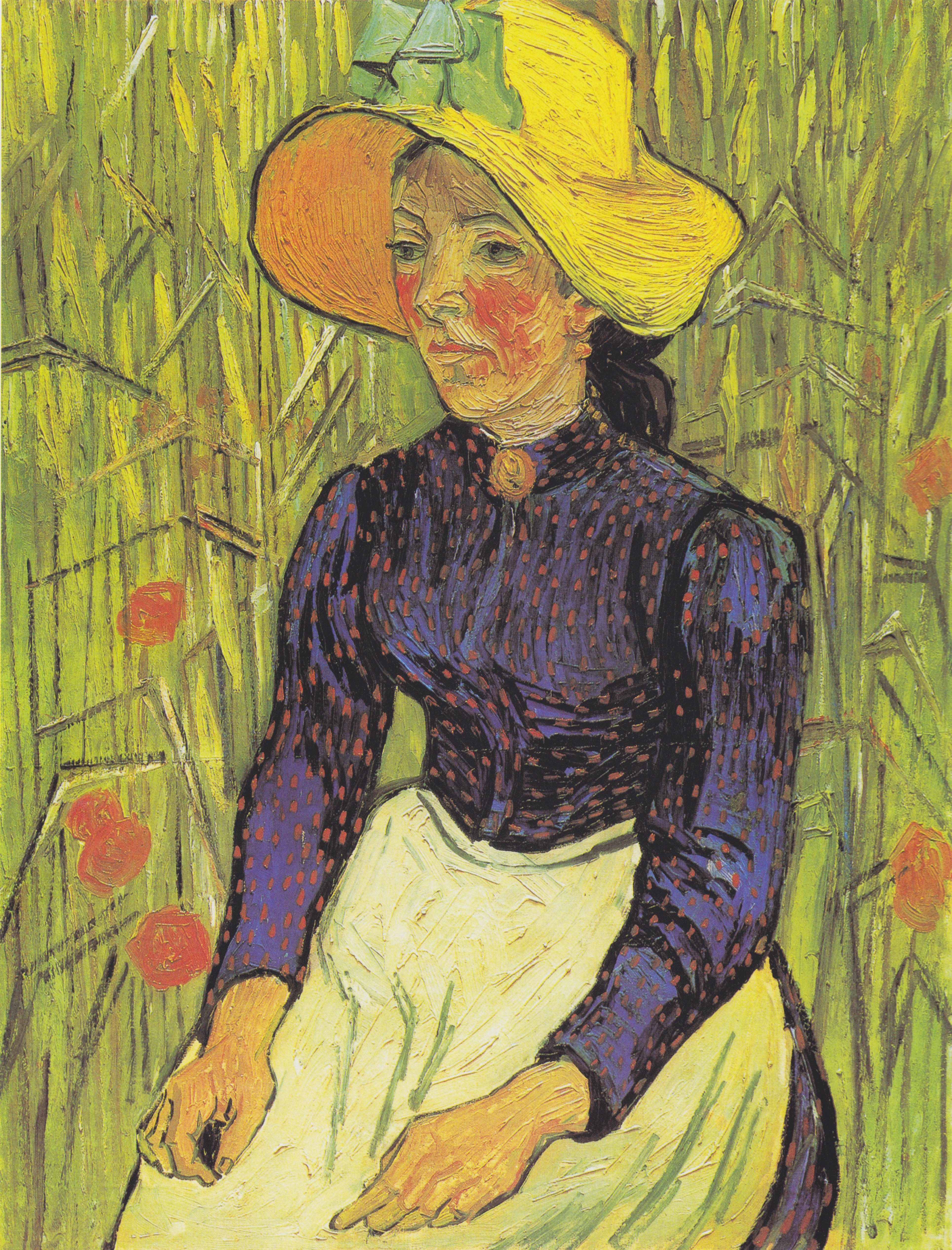
Vincent van Gogh, Joven campesina con sombrero de paja sentada en el trigo, junio de 1890.

Entre los cuadros finales que Van Gogh pintó en Auvers, había dos de la misma mujer. La describe como "una mujer campesina, con un gran sombrero amarillo con un nudo de cintas de color azul cielo". La segunda pintura probablemente es Joven campesina con sombrero de paja sentada en el trigo, donde aparece en un plano más cercano, sentada, con un vestido azul oscuro y mandil blanco, y el mismo sombrero.
Van Gogh utiliza el "plano pictórico" para lograr un efecto dramático. "El modo en que los pintores utilizan el 'plano pictórico' es un indicador elocuente de los efectos que normalmente buscan con su obra y de su disposición hacia el espectador", explica Harrison. Al ocupar la mujer la mayor parte del espacio pictórico, parece más cercana al público. Van Gogh sombreó aún más su rostro y le dio una mirada "distante y desenfocada". Al tener a la mujer tan cerca, su distancia emocional es “conmovedora”.

## Comparación con la semejanza literal

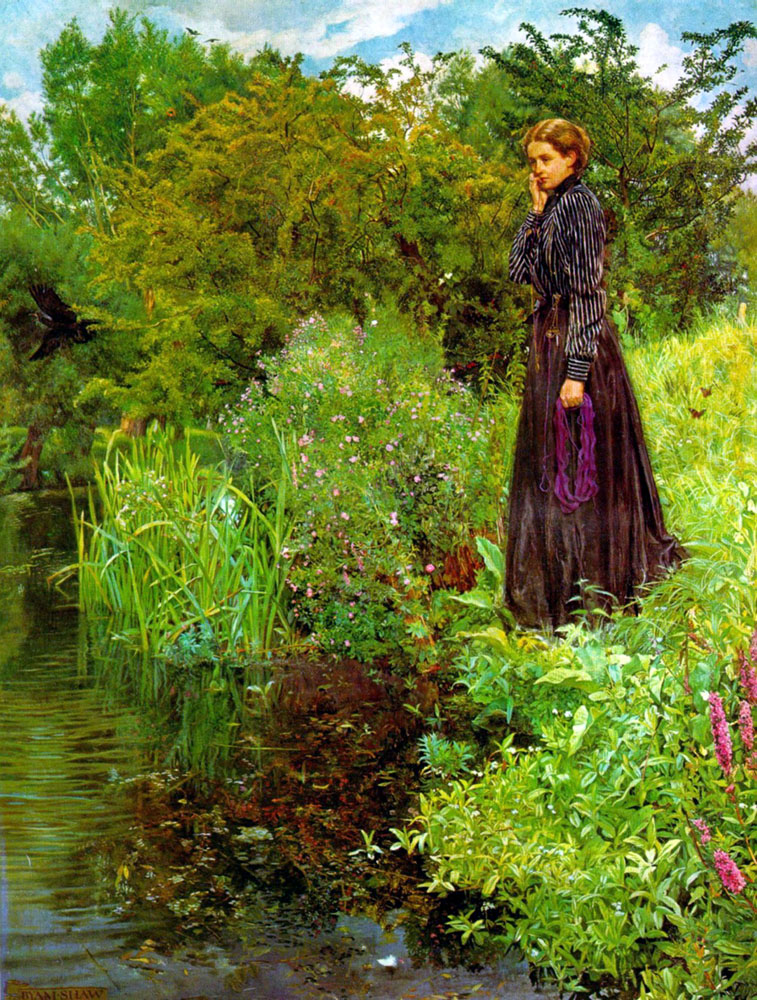
John Liston Byam Shaw, La guerra de los bóeres, 1900.

En Primitivismo, cubismo, abstracción: principios del siglo XX, los autores comparan La muchacha de blanco de Van Gogh con el retrato de una mujer en La guerra de los bóeres, 1900 de John Byam Shaw, identificando características deseadas por el arte modernista, como obras que “hacen hincapié en los aspectos formales" y que encarnan lo que ellos consideran una visión ‘primitiva’ o ‘directa’, como la Joven de blanco de Vincent van Gogh. Para los modernistas, esto es preferible a “la habilidad y sofisticación exhibidas en la semejanza literal”, como en La guerra de los bóeres, 1900 de John Byam Shaw. Las obras más primitivas y directas, dicen, proporcionan una sensación más rica, mientras que la interpretación literal representa una falta de “contenido emocional”.

## Procedencia
- Johanna van Gogh-Bonger (1862-1925), cuñada del artista, de Ámsterdam, vendió el cuadro en agosto de 1908 a J. H. de Bois. Cinco de los cuadros vendidos por Johanna pasaron a formar parte de la colección de la Galería Nacional de Arte.
- J. H. de Bois, comerciante de arte y director de la sucursal de La Haya de la galería C. M. Van Gogh, poseyó el cuadro durante parte del año 1908. C. M. van Gogh era tío de Vincent.
- Richard Kisling (1862-1913) de Zúrich, un ávido coleccionista con 4000 pinturas, compró el cuadro en 1908 a J. H. de Bois.
- Hedwig Glatt-Kisling de Zúrich poseyó el cuadro entre 1908 y 1929.
- El cuadro pertenecía entonces al galerista Max Bollag de Zúrich. Se lo vendió en 1951 a Chester Dale.
- Chester Dale (1882-1962), de Nueva York, fue propietario del cuadro entre 1951 y 1963.
- En 1963, el cuadro fue legado a la Galería Nacional de Arte y colocado en la Colección Chester Dale. Chester Dale, tan apasionado y exitoso en su colección de arte como lo fue en Wall Street, legó en 1962 a la Galería Nacional de Arte algunas de las pinturas francesas más importantes de finales del siglo XIX y principios del XX en Estados Unidos.[7]